# Ida Ambrose
Ida Ambrose - født 12. juni 1982, opvokset i Brøndbyøster, er en dansk pop- og reggaesangerinde og sangskriver med gambianske rødder. Hun har siden 2022 været kendt som den tredje forsanger i Danser med Drenge efter sangerinderne Philippa Bulgin og Rie Rasmussen.
Hun er søster til R&B-sangeren, Alex Ambrose, og hun var tidligere medlem af den nu opløste rap-pop duo IdaAida.
Ida Ambrose startede sin karriere som rapper i 2001 under et alias, 'La Dea', med rapsinglen "Så længe siden nu", som var produceret og skrevet af Nik&Jay. Efter opløsningen af IdaAida i 2010 har hun udgivet 12 singler og EP'er i eget navn eller som featured artist med danske rap-, hip-hop- og reggaenavne, herunder den københavnske reggaetrio Raggateers, hvor hun også har haft rollen som tekstforfatter.
Hendes seneste arbejder er vokalerne på Danser med Drenge-albummet Giv slip nu fra marts 2023, hvor man bl.a. har kunnet høre hendes stemme i gruppens coverversion af Kim Larsens Pianomand, samt livealbummet Ny start ... LIVE!, som udsendtes i oktober 2023.
I 2024 var Ida Ambrose gæst hos rapper & skuespiller Ellie Jokar i dennes video-podcast Den Lyserøde Taxi for at berette om sit liv og sin karriere.

## Diskografi

### Egne udgivelser
- Så længe siden nu - (alias: La Dea) - single (2001)
- Minder - single (2010)
- Solskin - single (2012)
- Hver dag - single (2015)
- Høj på stiletter - single (2015)
- Kriminel - single (2016)
- We will overcome - m. Raggateers - single (2019)
- The ripple effect - m. Raggateers - EP (2021)

### Danser med Drenge
- Giv slip nu - (2023)
- Ny start ... LIVE! - (2023)

### IdaAida
- 100 % - (2008)

### Med andre
- Klar på det hele Part 2 - m. Claus Flid & Scarwrist - EP (2011)
- You confuse me - m. Erann Drori - single (2015)
- Fight for you - m. Breakage - single (2016)
- One in a million - m. Lynx - single (2016)
- Per fra hjertet - m. Grandmaster Dee Pee, Alex Ambrose - single (2018)